# Munchies
Munchies è un film diretto da Tina Hirsch. È una commedia horror fantascientifica.Si tratta di un altro rifacimento a basso costo, insieme alla saga dei Ghoulies, dei Gremlins.

## Trama
Durante un viaggio in Perù, l'archeologo Simon Watterman scopre una strana creatura fossilizzata, che chiama "Munchie" e che accidentalmente rianima. Mentre si prepara a portarla negli Stati Uniti, suo figlio Paul e la sua ragazza Cindy si affezionano alla creatura e la chiamano Arnold. Un giorno, mentre Paul e Cindy stanno facendo l'amore, Cecil Watterman, il malvagio fratello gemello di Simon nonché imprenditore di snack, entra in casa e rapisce Arnold.
Quando Arnold viene maltrattato dal suo rapitore, il suo comportamento diventa aggressivo e la creatura si rifà sul figlio adottivo di Cecil. Nel tentativo di uccidere Arnold, Cecil prova a tagliarlo in mille pezzi. Solo che invece di morire, Arnold si moltiplica in molte copie di sé stesso, che seminano terrore e distruzione in cerca di donne, birra e hamburger.

## Distribuzione
Uscì nelle sale americane nel marzo del 1987.

## Sequel
Munchies è la prima pellicola di una saga composta da 3 film:
1. Munchies del 1987
2. Il mio amico Munchie (Munchie) del 1992
3. Munchie Strikes Back del 1994